# Suillus luteus
Suillus luteus (L.) Roussel, Fl. Calvados, Edn 2 1: 34 (1796) è un fungo, considerato una delle migliori specie del genere Suillus.

## Descrizione della specie

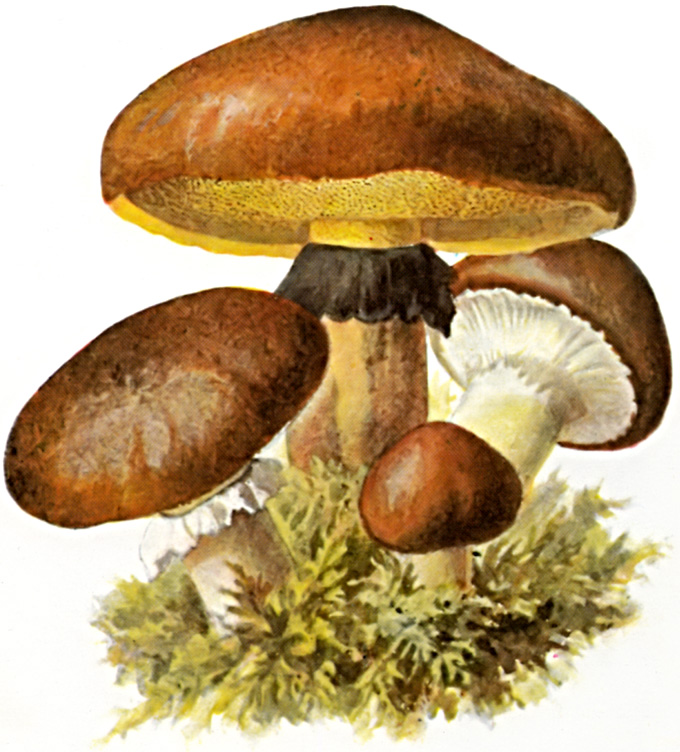
Illustrazione di S. luteus

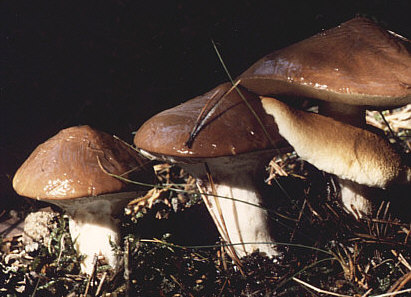
Esemplari

Cappello 
Fino a 12 cm, carnoso, dapprima umbonato ottuso, poi emisferico e convesso, infine aperto
cuticolaviscida, facilmente asportabile, liscia, colore marrone oppure rosso mattone, lucente e in parte violacea
margineinvoluto, regolare, leggermente eccedente
 Pori 
Minuti, rotondi, di colore giallo, immutabuli al tatto.
 Tubuli 
Lunghi fino a 12 mm, adnati o leggermente decorrenti, di colore giallo.
 Gambo 
4-7 × 1,2-3 cm, tozzo, cilindrico, talvolta irregolare, leggermente allargato alla base, biancastro, ornato all'apice con un fine reticolo giallo, sotto l'anello ornato con fine punteggiatura gialla
 Anello 
Ampio, membranoso; di colore bianco-sporco.
 Carne 
Bianco-sporco con qualche tonalità di giallo, immutabile al taglio, soda, poi subito molle e morbida quando il fungo è giovane e fibrosa nel gambo.
- Odore: gradevole, fruttato.
- Sapore: dolce, amabile.

 Spore 
7-9,2 × 3-4 µm, ellissoidali, color ocra in massa.

## Habitat
Gregario, fruttifica in estate-autunno, nei boschi di conifere.

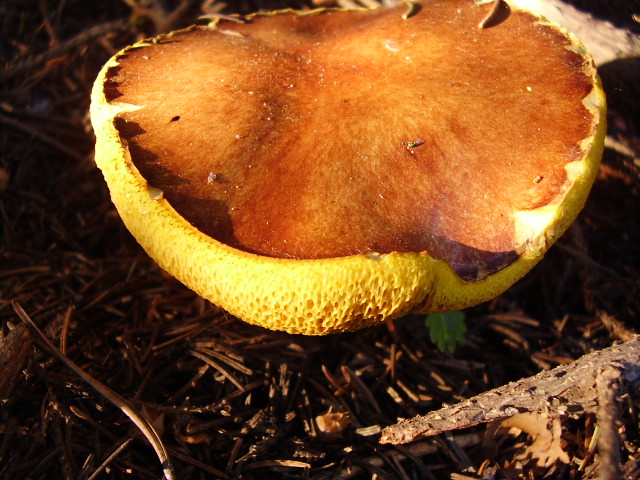
Esemplare vetusto raccolto in Bulgaria

## Commestibilità
Eccellente.
Come per tutte le specie del genere Suillus, si raccomanda di asportare la cuticola dal cappello, in quanto può risultare indigesta se non lassativa. 
In Italia è una specie commercializzabile e apprezzata, anche se spesso viene confuso col meno raro Suillus granulatus.
È considerato una delicatezza in Russia, dove è noto con il nome di масляник masljanik che vuol dire ‘burroso’. In Russia vengono raccolti principalmente esemplari giovani con tutta la cuticola, e come tali bolliti e macerati in salamoie contenenti diverse spezie.

## Specie simili
- Suillus bellinii
- Suillus granulatus

## Etimologia
Dal latino luteus = "giallo", per via del colore di pori e gambo.

## Sinonimi e binomi obsoleti
- Boletopsis lutea (L.) Henn., Die Natürlichen Pflanzenfamilien nebst ihren Gattungen und wichtigeren Arrten insbesondere den Nutzpflanzen: I. Tl., 1. Abt.: Fungi (Eumycetes): 195 (1900)
- Boletus luteus L., Species Plantarum: 1177 (1753)
- Ixocomus luteus (L.) Quél., Flore mycologique de la France et des pays limitrophes (Paris): 414 (1888)

## Nomi comuni
- Pinarello, Pinarolo, Bavusa (Calabria)

## Galleria d'immagini

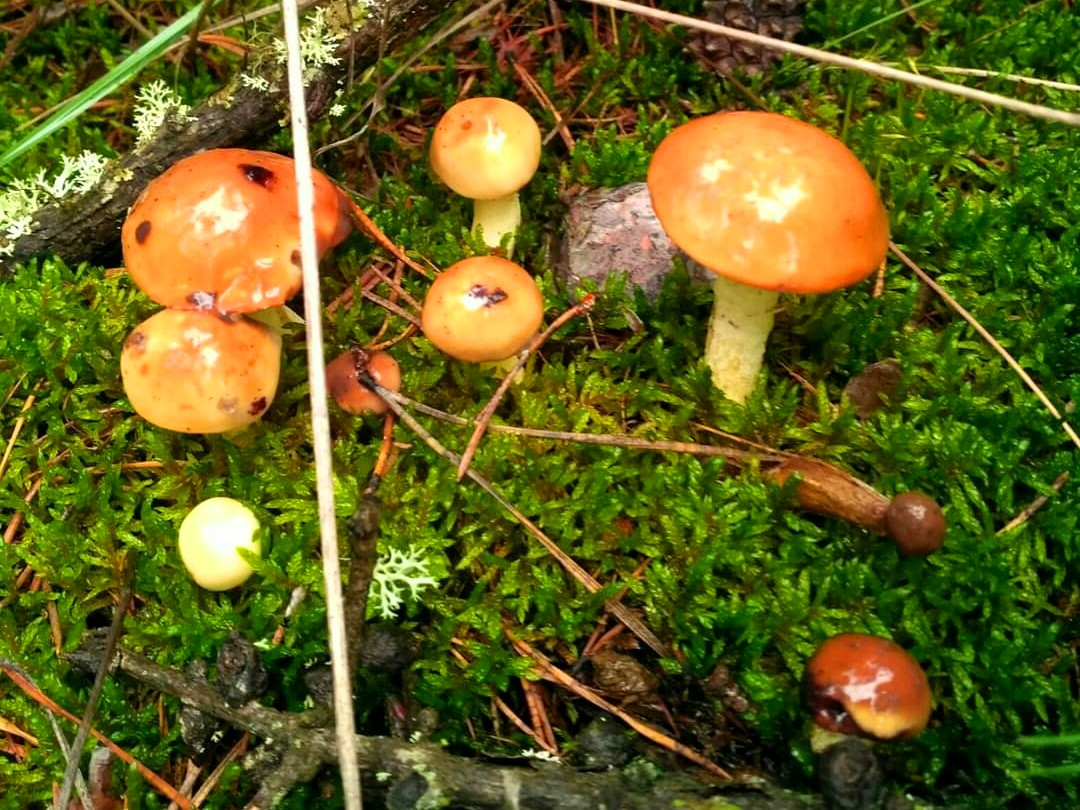
Suillus luteus. Siberia orientale
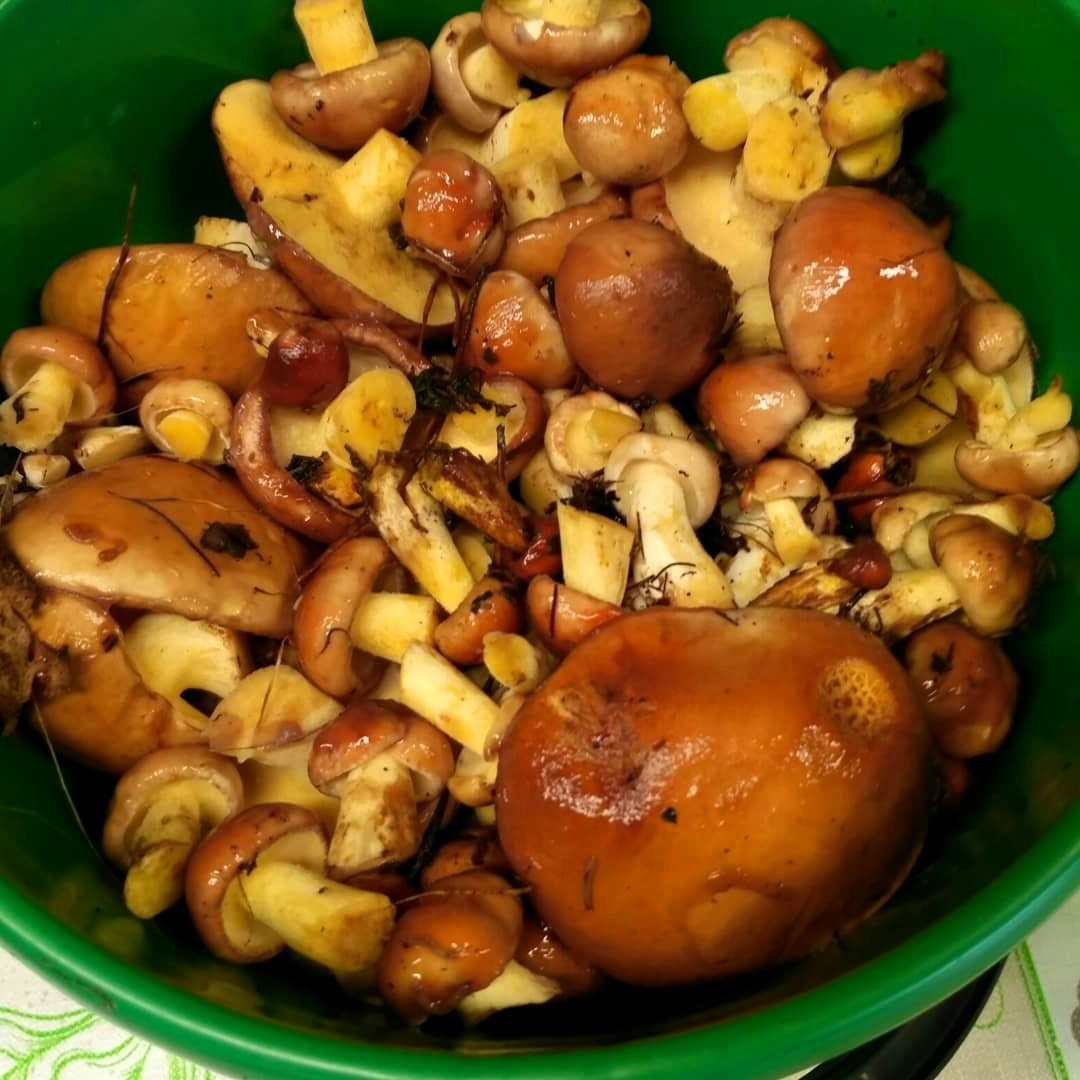
Raccolta olio raccolto in Siberia